# Lúčky (powiat Żar nad Hronem)
Lúčky – wieś (obec) na Słowacji położona w kraju bańskobystrzyckim, w powiecie Żar nad Hronem. Pierwsze wzmianki o miejscowości pochodzą z roku 1429. 
Według danych z dnia 31 grudnia 2012, wieś zamieszkiwało 211 osób, w tym 104 kobiety i 107 mężczyzn.
W 2001 roku rozkład populacji względem narodowości i przynależności etnicznej wyglądał następująco:
- Słowacy – 95,17%
- Czesi – 0,48%
- Niemcy – 1,93%
- Romowie – 2,42%

Ze względu na wyznawaną religię struktura mieszkańców kształtowała się w 2001 roku następująco:
- Katolicy rzymscy – 84,54%
- Ateiści – 13,53%
- Nie podano – 1,93%